# ديكون تورنر
ديكون تورنر (بالإنجليزية: Deacon Turner) هو لاعب كرة قدم أمريكية أمريكي، ولد في 2 يناير 1955، وتوفي في 10 يوليو 2011.